# Црква Узнесења Блажене дјевице Марије (Земун)
Црква Узнесења Блажене дјевице Марије је римокатоличка жупна црква која се налази на Великом тргу у Земуну. Проглашена је за споменик културе Републике Србије децембра 2022. године.

## Историјат
Након освајања Земуна од стране Хабзбурга 1717. године и одласка Отоманског царства, у град је у већем броју почео да се настањује хришћански живаљ, па су тако, око 1721. године, у град дошли свештеници капуцинског реда и 1727. обновили католичку жупу. Они су у наредним годинама преуредили напуштену џамију у цркву и у њу поставили копију слике Богородице са Исусом., која се до данас међу верницима назива Земунска госпа
Године 1744, немачки свештеник Адам Битнер преузео је жупу од капуцинера и водио ју је наредних 35 година, за које време је предложио изградњу нове цркве, с тим да стара остане као успомена. Ипак, након његове смрти, 1784. године започето је рушење старе цркве, жупне куће и школе, и камен темељац садашњег црквеног здања благословен је 3. августа 1785. године. Градња је потрајала пуну деценију и црква је отворена 1795. године, а забележено је и да ни 1811. године торањ није био сасвим довршен.
У априлу 1924. су свечано подигнута звона на торањ.
Након Другог светског рата и пада броја католика, и црква је изгубила на значају. Почетком 2003, у склопу цркве отворена је библиотека „Илија Округић“ са фондом од 3.000 књига.
Данас је ова црква средиште духовног живота локалних католика и географски најисточнија црква Сремске бискупије.

## Архитектура
Црквено здање је једнобродна грађевина са полуобластим сводом а обликована је у стилу ампира са барокним елементима. Црква је окренута ка истоку а не ка западу како је уобичајено за римокатоличке цркве. Унутрашњост цркве је преуређена 80-их година прошлог века, последња обнова ентеријера обављена је 2006. године, док је 2009. извршена обнова оргуља из 1910. године.
У дворишту цркве налази се један капител цркве из земунског насеља Франценстал (данашњи Нови град) која је порушена 1948. године. Године 2012, у склопу преуређења Великог трга, црква УБДМ је, заједно са осталим зградама на тргу, декоративно осветљена.